# 先锋乡 (榆树市)
先锋乡，是中华人民共和国吉林省长春市榆树市下辖的一个乡镇级行政单位。

## 行政区划
先锋乡下辖以下地区：
民权村、东牛村、忠善村、后城村、中安村、土窑村、工农村、新颜村、东山村和新农村。